# Łąkociny (Basse-Silésie)
Pour les articles homonymes, voir Łąkociny.
Łąkociny est une localité polonaise de la gmina de Przemków, située dans le powiat de Polkowice en voïvodie de Basse-Silésie.